# Trường Kinh tế Stockholm

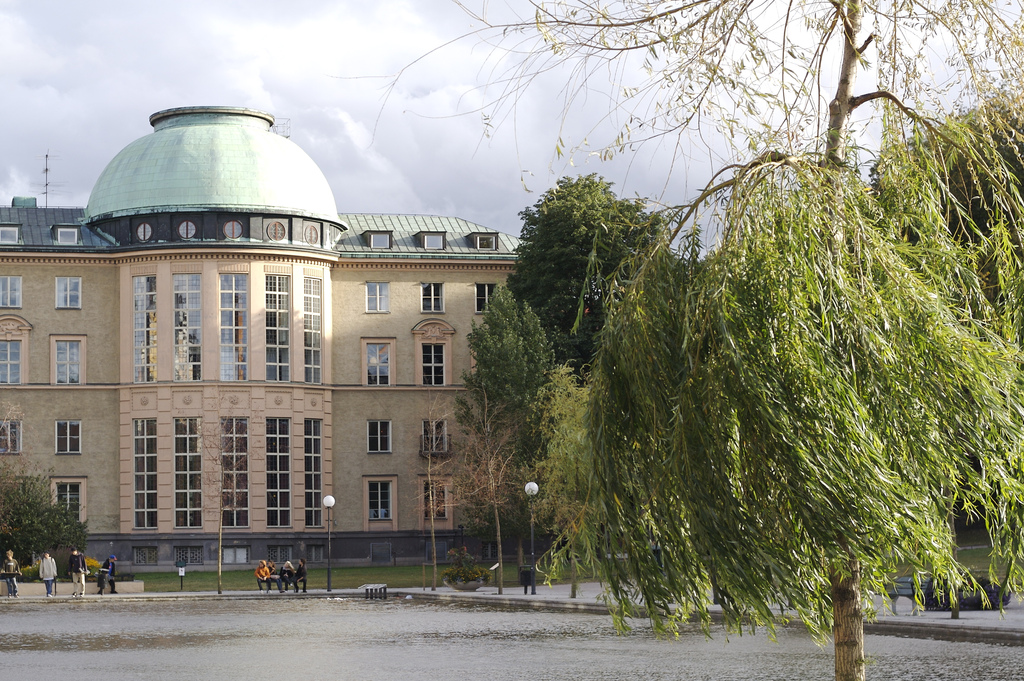
Tòa nhà chính của trường, được thiết kế bởi Ivar Tengbom và được xây dựng năm 1925 19191926, tọa lạc tại Sveavägen ở trung tâm Stockholm.

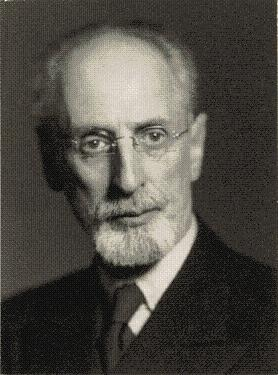
Giáo sư Eli Heckscher, người sáng lập lịch sử kinh tế như một môn học thuật độc lập.

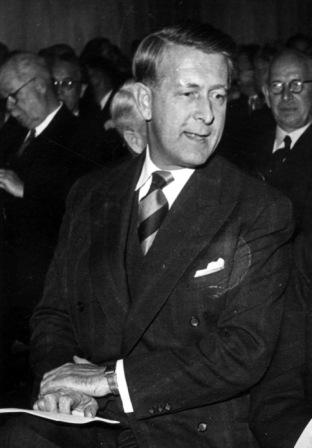
Giáo sư Beces Ohlin đã phát triển mô hình Heckscher-Ohlin, mô hình toán học quốc tế tiêu chuẩn của thương mại quốc tế; nhận được Giải thưởng tưởng niệm Nobel về khoa học kinh tế trong 1977.

Trường Kinh tế Stockholm (SSE; tiếng Thụy Điển: Handelshögskolan i Stockholm, HHS) là một trường kinh doanh tại Thuỵ Điển cung cấp các chương trình Cử nhân, Thạc sĩ và MBA, cùng với các chương trình Tiến sĩ Giáo dục và Điều hành.
Chương trình Thạc sĩ Tài chính của SSE được xếp hạng 18 trên toàn thế giới tính đến năm 2018. Chương trình Thạc sĩ Quản lý được xếp hạng số. 12 trên toàn thế giới bởi Thời báo Tài chính Financial Times. QS xếp hạng SSE số 26 trong số các trường đại học trong lĩnh vực kinh tế toàn cầu.
SSE được công nhận bởi EQUIS và là thành viên của CEMS.
SSE đã thành lập các tổ chức chị em: SSE Riga ở Riga, Latvia và SSE Russia ở St Petersburg và Moscow, Nga. Nó cũng điều hành Viện nghiên cứu Nhật Bản châu Âu (tiếng Nhật, kanji: 欧 州 日本, tiếng Nhật, romaji: Ōshū Nihon kenkyūjo), một viện nghiên cứu ở Tokyo, Nhật Bản.